# Sphaerodactylus fantasticus
Sphaerodactylus fantasticus är en ödleart som beskrevs av  Duméril och BIBRON 1836. Sphaerodactylus fantasticus ingår i släktet Sphaerodactylus och familjen geckoödlor.

## Underarter
Arten delas in i följande underarter:
- S. f. fantasticus
- S. f. anidrotus
- S. f. fuga
- S. f. hippomanes
- S. f. karukera
- S. f. ligniservulus
- S. f. orescius
- S. f. phyzacinus
- S. f. tartaropylorus